# چلدی‌بر (شهرستان آق‌سی)
چلدی‌بر (به لاتین: Chaldybar) یک منطقهٔ مسکونی در قرقیزستان است که در شهرستان آق‌سی واقع شده‌است. چلدی‌بر ۶۷۷ نفر جمعیت دارد و ۱٬۳۵۳ متر بالاتر از سطح دریا واقع شده‌است.